# دیبوییا (لا گواخیرا)
دیبوییا (لا گواخیرا) (به اسپانیایی: Dibulla, La Guajira) یک سکونتگاه مسکونی در کلمبیا است که در بخش لا گواخیرا واقع شده‌است.

## خصوصیات
دیبوییا ۱٬۸۴۷ کیلومترمربع مساحت و ۲۱٬۰۹۸ نفر جمعیت دارد و ۲ متر بالاتر از سطح دریا واقع شده‌است.